# Championnats de Bosnie-Herzégovine de tennis de table
Les Championnats de Bosnie-Herzégovine de tennis de table sont une compétition organisée par la Fédération bosnienne de tennis de table depuis 1992 pour les joueurs de tennis de table bosniens, dont les vainqueurs remportent le titre de champion de Bosnie-Herzégovine.

## Histoire
La compétition a lieu chaque année depuis 1992.
Emina Hadžiahmetović détient le record de titres consécutifs (14).

## Palmarès
| Année | Simple messieurs  | Simple dames              | Double messieurs                    | Double dames                           | Double mixte                       |
| ----- | ----------------- | ------------------------- | ----------------------------------- | -------------------------------------- | ---------------------------------- |
| 2025  | Benjamin Zijadić  | Harisa MEŠETOVIĆ          | Edin KONJIĆ / Kenan ZAHIROVIĆ       | Džana BIOGRADLIĆ / Marija GNJATIĆ      | Nikša VESOVIĆ / Ana SLADOJE        |
| 2024  | Nikola Mihailović | Emina Cerić               | Benjamin ZIJADIĆ/ Dario PEJIĆ       | Džana BIOGRADLIĆ/Marija GNJATIĆ        | Dario PEJIĆ/Džana BIOGRADLIĆ       |
| 2023  | Luka MATKOVIĆ     | Emina Hadžiahmetović (14) | Luka MIHAILOVIĆ / Nikola MIHAILOVIĆ | Harisa MEŠETOVIĆ / Ajna ZLOTRG         | Dario PEJIĆ / Džana BIOGRADLIĆ     |
| 2022  | Nikola Mihailović | Emina Hadžiahmetović (13) |                                     |                                        |                                    |
| 2021  |                   | Emina Hadžiahmetović(12)  |                                     |                                        |                                    |
| 2020  |                   | Emina Hadžiahmetović (11) |                                     |                                        |                                    |
| 2019  |                   | Emina Hadžiahmetović (10) |                                     |                                        |                                    |
| 2018  |                   | Emina Hadžiahmetović (9)  |                                     |                                        |                                    |
| 2017  | Ivan BOBAS        | Emina Hadžiahmetović (8)  | Admir RIZVANOVIC/ Damjan MARKOVIC   | Emina Hadžiahmetović / Ivona BASKARAD  | Edin KONJIC / Emina Hadžiahmetović |
| 2016  | Admir DURANSPAHIC | Emina Hadžiahmetović (7)  | Admir DURANSPAHIC and Ivan BOBAS    | Emina Hadžiahmetović and Ivona BASKARD |                                    |
| 2015  | Armin ALICIC      | Emina Hadžiahmetović (6)  | ALICIC Armin / MILICEVIC Srdan      | Emina Hadžiahmetović / BASKARAD Ivona  |                                    |
| 2014  | Admir DURANSPAHIC | Emina Hadžiahmetović (5)  | Mirza DIZDAREVIC/Edin KONJIC        | Miljana ANTONIC/Sanja MILOJICA         |                                    |
| 2013  |                   | Emina Hadžiahmetović (4)  |                                     |                                        |                                    |
| 2012  |                   | Emina Hadžiahmetović (3)  |                                     |                                        |                                    |
| 2011  | Admir DURANSPAHIC | Emina Hadžiahmetović (2)  |                                     |                                        |                                    |
| 2010  | Admir DURANSPAHIC | Emina Hadžiahmetović      |                                     |                                        |                                    |